# Новгородский карабинерный полк
Новгородский карабинерный полк — один из кавалерийских полков Русской императорской армии XVIII века.
Старшинство полка — с 1701 года.
Полковой праздник — ?.

## История
Сформирован 13 июня 1701 года как драгунский полковника князя Никиты Мещерского полк в Москве князем Голициным, из дворян и дворянских недорослей Заоцких, Подмосковных и Низовых городов. С 1702 года — драгунский полковника князя Григория Волконского полк: в Северной войне в Эстляндии в делах при Гумельсгофе, Роненбурге, Смильтене. С 1703 года — драгунский полковника Николая Инфланта полк. В 1705 году — в Курляндии в делах при Мур-Мызе и взятии замка Бауска.  В 1706 году полк участвовал в сражении при Калише.
С октября 1706 года — Новгородский драгунский полк. В 1708 году — в бою при Кадине и в сражении при Лесной. В 1709 году — в Полтавской баталии. В 1710 — под Выборгом, Кексгольмом, Гельсингфорсом. В 1711 — в Прутском походе и в сражении на реке Прут. В 1722—1723 гг. — в Персидском походе. С 16 февраля по 6 ноября 1727 года — 1-й Белгородский Драгунский полк. С 6 ноября 1727 года — вновь Новгородский Драгунский полк.
В 1728 году установлен белый цвет ротных знамён в полку. 8 марта 1730 года полку присвоен герб: в золотом гербовом щите на белом поле жёлтый престол с красной подушкой, на верху которого три жёлтых подсвечника с горящими свечами. Под престолом скрещенные золотые скипетр и крест. По сторонам престола два чёрных медведя. В 1732 году полку выдана на изготовление цветных знамён жаркой камки.
В 1736 году полк участвовал в Крымском походе графа Миниха и был при штурме Перекопа. В 1737 году — при штурме и взятии Очакова. С 5 октября 1743 года полк расквартирован в Слободской области. С 19 февраля 1762 года — Новгородский Кирасирский полк. Полк получил штандарты: один белый с жёлтыми углами и четыре — красные с жёлтыми углами, с рисунком, как в армейских пехотных полках, но с золотой бахромой. С 25 апреля 1762 года — Кирасирский генерал-майора Виттена полк. С 05 июля 1762 года — вновь Новгородский драгунский полк.
С 14 марта 1763 года — Новгородский карабинерный полк в составе пяти эскадронов, по две роты каждый. C 1763 года чины полка имели эполеты плетёные из жёлтого, белого, красного и чёрного гаруса. К 1766 году полк входит в состав Санкт-Петербургской Дивизии. Расквартирован в городе Порхове. В 1769 году с большей частью войск Санкт-Петербургской Дивизии командирован в отдельный корпус генерал-поручика Веймарна для действий против польских конфедератов. Полк активно и успешно воевал в Великой Польше (воеводства: Мазовецкое и Великопольское[уточнить]) до 1773 года.
При реформе кавалерии 24 октября 1775 года расформирован — 4 действующих эскадрона распределены в качестве 6-х эскадронов в Нарвский, Ямбургский, Каргопольский и Псковский карабинерные полки.

## Командиры
- полковник Михаил Алексеевич Хвостов
- 1770—1772 — полковник Лопухин, Авраам Степанович

## Известные люди, служившие в полку
В войне с Барской конфедерацией в полку, кроме командира — Георгиевского кавалера Авраама Лопухина, также служили: премьер-майором — «победитель Салавата Юлаева» Иван Рылеев; секунд-майором — известный по делу об убийстве на дуэли князя Голицына Фёдор Лавров.